# Tiedtke's
Tiedtke's was een Amerikaans supermarkt- en warenhuisketen gevestigd in Toledo (Ohio). Op het hoogtepunt was de winkel, die begon als kruidenierswinkel, gevestigd in een groot gebouw op de hoek van Summit Street en Adams in het centrum. Twee blokken verderop was er een nevenvestiging en een filiaal in het noorden van Toledo. De familiewinkel veranderde meerdere keren van eigenaar voordat alle vestigingen in 1973 sloten. Het oorspronkelijke winkelpand werd twee jaar later door brand verwoest.

## Vroege geschiedenis
Het bedrijf dat bekend zou worden als Tiedtke's, opende in 1894 een winkel. De broers Charles en Ernest Tiedtke, die opgroeiden als boeren in het huidige oostelijk deel van Toledo, openden een supermarkt op Summit Street en Monroe Street in het stadscentrum (vlakbij het huidige Fifth Third Field). Omdat Toledo een belangrijke haven was, bestond hun voornaamste bezigheid uit het vervoer over het meer, waarbij ze levensmiddelen en voorraden leverden aan de vrachtschepen die de Maumee-rivier passeerden.  Al snel was de handel zo levendig dat ze konden uitbreiden met textiel en ook een vloot van paard en wagen nodig hadden om aan de vraag te voldoen.
De broers zouden al snel een partner aannemen, William A. Todd, die hielp bij het aantrekken van extra klanten in de meren en op zee. Het bedrijf stond kortstondig bekend als Tietke en Todd, maar in 1898 verliet Todd het bedrijf.
De Tiedtkes breidden hun bedrijf verder uit en in 1910 verhuisden ze naar Summit Street, op de noordoosthoek met Adams Street. Daar zouden ze de volgende zestig jaar gevestigd blijven. Omdat hun hoofdactiviteit levensmiddelen was, verhuurden ze de bovenste verdiepingen van het gebouw aan bedrijven die meubels, huishoudelijke artikelen, kleding en schoenen verkochten. De broers openden ook een bakkerij, een delicatessenzaak en restaurants. Het concept was zijn tijd ver vooruit, een voorloper van wat later ‘one-stop shopping’ zou worden genoemd.

## Retailmekka
Een andere reden voor het succes van het bedrijf was de toewijding aan zijn werknemers en aan de klantenservice. Tiedtke's had uiteindelijk een wagenpark nodig om de leveringen aan klanten in heel Toledo te kunnen verzorgen. De broers stonden bekend om de dankbaarheid die ze hun werknemers toonden en waren vaak erg gul. Soms gebeurde het dat een werknemer die ziek was of financiële problemen had, zijn medische rekeningen of hypotheek door de broers liet afbetalen, zonder dat er vragen werden gesteld. De broers hielpen de marketing en verkoop naar een nieuw niveau te tillen door uitgebreide displays voor fruit en groenten te creëren, en ze creëerden hun eigen koffiemelange, Parkwood Coffee. Vaak zetten ze het ventilatiesysteem zo aan dat de geur van de vers gezette koffie zich door de hele winkel verspreidde en klanten naar het product lokte.
Tiedke's was een van de eerste megasupermarkten. De broers kochten een sleepboot en verkochten aan zeelieden die via de Maumee-rivier naar de Grote Meren voeren.  In de winkel waren karretjes beschikbaar waarin de klanten hun wisselgeld, producten en bonnetjes kwijt konden. De etalages van de winkels waren witgekalkt en bedekt met advertenties, alsof het om een kermisattractie ging . Men dacht dat dit de noodzaak tot reclame zou verminderen. 
In 1925 verkochten de broers de zaak aan de familie Kobacker, die eigenaar was van de Boston Stores-keten in Columbus, Ohio en Buffalo, New York. Jerome Kobacker en zijn zoon Marvin streefden ernaar het merk Tiedtke te behouden door het beleid van de broers voort te zetten, hun marketingfilosofie te behouden en de naam te behouden. Ze kochten de gehuurde bedrijven in het gebouw aan Summit Street op, zodat alles in het zes verdiepingen tellende gebouw door Tiedtke's werd verkocht. Daarmee werd het bedrijf een warenhuis met volledige service en bleven de boodschappen het middelpunt van het bedrijf." 
Net als de meeste grote Amerikaanse steden in die tijd was het stadscentrum het handelscentrum van Toledo. Dankzij het openbaar vervoer en de strategische ligging aan een hoofdweg, was er in de jaren 1930 tot en met de jaren 1950 van de vorige eeuw veel voetverkeer rond Tiedtke's. Tiedtke's lag op loopafstand van minstens drie andere grote warenhuizen in Toledo: Lasalle &amp; Koch, Lamson Brothers en de Lion Store. In tegenstelling tot de andere drie, die chiquer waren, was Tiedtke's net zo elegant, maar richtte zich meer op de gewone man en verkocht topkwaliteit goederen tegen redelijke prijzen.
De winkel zou uiteindelijk het hele blok beslaan, begrensd door Summit Street, Adams Street en Water Street. Er werd een grote parkeerplaats aangelegd tussen de Water Street-zijde van de winkel en de rivier. Tiedtke's zou uiteindelijk een bijwinkel openen, slechts twee blokken verderop bij Summit Street. Toen de voorsteden van Toledo zich ontwikkelden, opende Tiedtke's een filiaal in de Greenwood Mall, een openluchtwinkelcentrum aan de noordkant van Toledo.

## Neergang en sluiting
In 1961 verkocht de familie Kobackers Tiedtke's aan de in Detroit gevestigde warenhuisketen Federal's. Ook zij behielden de naam Tiedtke, maar voerden een heleboel andere veranderingen door, zoals het veranderen van de indeling van de verkoopvloeren en het minder benadrukken van de kernactiviteit van de winkel: de levensmiddelenhandel. Dit, samen met de aanhoudende vlucht van bewoners uit de binnenstad naar de voorsteden, zorgde ervoor dat de verkoop in de winkel terugliep. 
Desondanks bleef de winkel een gemeenschapscentrum. Grote en bijzondere evenementen waren onderdeel van de bedrijfsvoering. Zo werd er bijvoorbeeld een grootse onthulling gedaan van een 450 kg zware Wisconsin Cheddar; en in 1961 kwam het met een echte reus, de 2.24 m lange Jakob Nacken, om zijn "grote gebeurtenis" te vieren.
Begin jaren 1970 sloot Tiedtke's zijn dependance in het stadscentrum en in de zomer van 1972 vroeg Federal's het faillissement aan. Maar toen was het al te laat. Het management sloot de belangrijkste winkel aan Summit Street definitief op 2 september 1972, met slechts drie dagen opzegtermijn voor de werknemers. 
De Tiedtke's locatie in Greenwood Mall bleef nog een jaar open en werd in 1973 gesloten. Een Montgomery Ward winkel zou later die ruimte bezetten, terwijl de vlaggenschip winkel in het centrum leeg stond en in verval geraakte.

## Brand
Op de avond van 7 mei 1975 werden brandweerlieden uit Toledo opgeroepen naar het gebouw van Tiedtke's vanwege een melding van een brand die in het gebouw was uitgebroken. Volgens de editie van 8 mei van de Toledo Blade groeide de brand binnen een uur uit tot een alarmfase 3-brand. De vlammen rezen honderden meters de lucht in en waren kilometers ver te zien. Ook een meubelwinkel aan de overkant van Adams Street raakte beschadigd. Een grote menigte verzamelde zich op de voormalige parkeerplaats van Water Street om de brand te bekijken, en meerdere malen probeerden ze door het cordon van politie en brandweer heen te breken. 
De locatie werd gesloopt en bleef braak liggen totdat er in 1984 een overdekt winkelcentrum, de Portside Festival Marketplace, werd geopend. Het winkelcentrum kon op die locatie niet overleven en sloot in 1990. Tegenwoordig zijn op deze plek het wetenschapsmuseum Imagination Station, een hotel en het Promenade Park gevestigd, een enorm gebied aan de rivier.